# 望月浩
望月 浩（もちづき ひろし、1947年8月18日 - ）は、日本の歌手。東京都出身。

## 来歴
1965年、『一人ぼっちが好きなんだ』で東芝音楽工業（現・ユニバーサルミュージックLLC）よりデビュー。同時代の叶修二、川路英夫と共に青春歌謡アイドル三羽烏として人気を博した。
「エレキ演歌No.1」のキャッチコピーとともに1965年にリリースされた『君にしびれて』が、歌謡曲にエレキギターを取り入れた「エレキ歌謡」の代表曲として知られるほか、東芝をスポンサーとして1967年に放映された特撮テレビドラマ「光速エスパー」のテーマソング『光速エスパーの歌』などでも知られる。
1966年のビートルズの来日コンサートでは内田裕也、尾藤イサオ、ジャッキー吉川とブルー・コメッツ、ブルー・ジーンズ、ザ・ドリフターズらと共に前座を務め、ブルーコメッツをバックに『君にしびれて』を歌った。ビートルズのコンサートで前座を務めた他のグループが洋楽ロックのカバーを歌ったのに対し、望月は唯一オリジナル曲を歌った。

## ディスコグラフィー

### シングル
- 一人ぼっちが好きなんだ／恋のハンド・ボール（1965年2月）
- 泣かないで／次男坊（1965年5月）
- 太陽だって僕等のものさ／逢いたいさ（1965年7月）
- 野菊は哀し僕の花／二人の涙はひとつ（1965年10月）
- 君にしびれて／あした あさって しあさって（1966年1月）
- あの娘の瞳／涙ビリビリ吹きとばせ（1966年4月）
- 黄色いレモン／あなたのおもかげ（1966年9月5日） - 「黄色いレモン」は筒美京平の作曲家デビュー作
- 星になるまで／涙をふいて（1967年3月）
- あいつにさよなら／星降る浜辺（1967年5月）
- 光速エスパーの歌／幸せのブルースター（1967年8月）
- ひとりぼっちの誕生日／初恋の海（1967年9月）
- ひとりぼっちの世界／こぼれた涙（1968年1月）
- 夜明けの太陽／愛してもなにも（1968年7月）
- 星はなんでも知っている／恋のズッケロ（イタリア語版）（1969年5月） - A面は平尾昌章の、B面はリタ・パヴォーネのカバー
- 機嫌を直してもう一度／青春のすべて（1970年9月）
- 赤い太陽／女の涙は…（1971年5月）

### テレビ主題歌
- 光速エスパーの歌／幸せのブルー・スター　〜日本テレビ「光速エスパー」（1967年）